# Samuel J. Montgomery

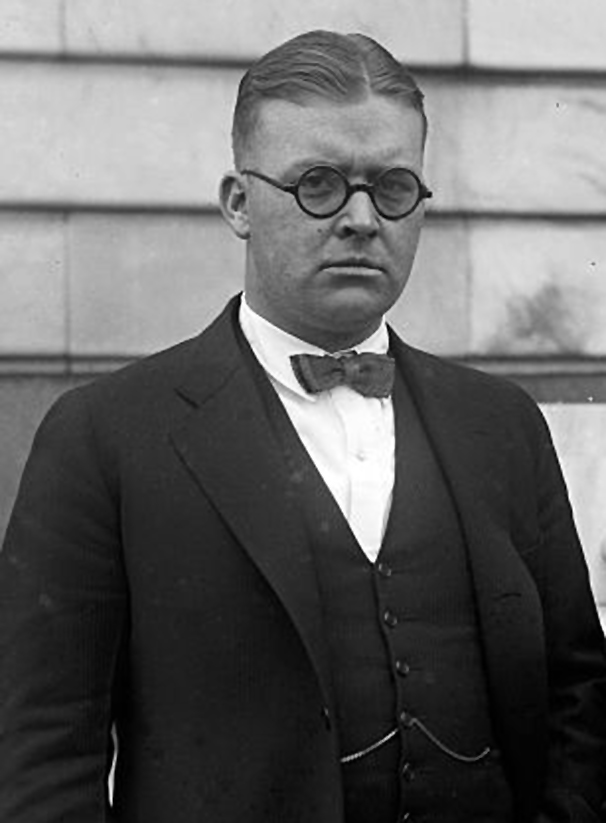
Samuel J. Montgomery (1925)

Samuel James Montgomery (* 1. Dezember 1896 in Buffalo, LaRue County, Kentucky; † 4. Juni 1957 in Oklahoma City, Oklahoma) war ein US-amerikanischer Politiker. Zwischen 1925 und 1927 vertrat er den ersten Wahlbezirk des Bundesstaates Oklahoma im US-Repräsentantenhaus.

## Werdegang
Im Jahr 1902 kam Samuel Montgomery mit seinen Eltern nach Bartlesville im Oklahoma-Territorium. Er besuchte die öffentlichen Schulen seiner neuen Heimat und studierte danach an der University of Oklahoma Jura. Nach seiner im Jahr 1919 erfolgten Zulassung als Rechtsanwalt begann er in Bartlesville in seinem neuen Beruf zu arbeiten. Zuvor nahm er als Soldat am Ersten Weltkrieg teil. Für seine militärischen Leistungen wurde er von der französischen Regierung ausgezeichnet.
Montgomery wurde Mitglied der Republikanischen Partei, als deren Kandidat er 1924 in das US-Repräsentantenhaus gewählt wurde. Dort löste er am 3. März 1925 Everette B. Howard ab. Bereits bei den nächsten Kongresswahlen verlor Montgomery wieder gegen Howard, so dass er bis zum 3. März 1927 nur eine Legislaturperiode im Kongress absolvieren konnte. Nach seiner Zeit im Kongress arbeitete Montgomery als Rechtsanwalt in Tulsa. Später verlegte er seine Praxis nach Oklahoma City, wo er 1957 verstarb.